# Drivstua Station
Drivstua Station (Drivstua stasjon) er en tidligere jernbanestation på Dovrebanen, der ligger i Drivdalen i Oppdal kommune i Norge.
Stationen åbnede 20. september 1921, da banen blev forlænget fra Dombås til Støren. Stationen blev fjernstyret 11. december 1968 og gjort ubemandet 1. januar 1969. Betjeningen med persontog ophørte 1. juni 1986, og i dag fungerer den tidligere station som fjernstyret krydsningsspor.
Den toetages stationsbygning i sortmalet træ blev opført til åbningen i 1921 efter tegninger af jernbanearkitekten Erik Glosimodt. Den indgår i hans serie af højfjeldsstationer, der blev tegnet i perioden 1917 til 1921. Stationen omfatter desuden et kombineret udhus og pakhus med tørvetag ligesom stationsbygningen samt en lokomotivremise beklædt med skifer. Oprindeligt var der også en drejeskive. De godt bevarede stationsbygning og pakhus blev fredet i 1997.